# 埃米利亚诺·维维亚诺
埃米利亚诺·维维亚诺（義大利語：Emiliano Viviano，發音：[emiˈljaːno viˈvjaːno]；1985年12月1日—），是一名意大利足球运动员，司职守门员。

## 俱乐部生涯
维维亚诺先后在佛罗伦萨和布雷西亚接受青训。2004年，他被布雷西亚租借到意大利乙级联赛球队切塞纳一个赛季，在那里开始职业足球生涯。2005/06赛季，维维亚诺回归降入意乙的布雷西亚，担任费德里科·阿利亚尔迪的后备门将，在阿利亚尔迪受伤后临危受命，表现抢眼。2006/07赛季，阿利亚尔迪转会巴勒莫之后，维维亚诺开始占据球队的主力门将位置。
2009年1月，意甲球队国际米兰以350万欧元的身价买入维维亚诺50%的所有权，维维亚诺成为国际米兰和布雷西亚共同拥有的球员，在2008/09赛季下半赛季继续为布雷西亚效力。2009年7月，另一支意甲球队博洛尼亚从布雷西亚闪电购入了维维亚诺的另一半所有权和使用权。2009/10赛季，维维亚诺在博洛尼亚成为球队的主力门将，并完成自己在意甲联赛的处子秀。
2011年6月，国际米兰希望从博洛尼亚买下维维亚诺的另一半所有权，但双方无法就他的共有权达成协议，只能通过用信封报价秘密竞拍来决定球员的未来所属。6月25日，国际米兰利用博洛尼亚出现的业余失误，以420万欧元的报价击败博洛尼亚报出的235万欧元，意外获得维维亚诺的所有权。博洛尼亚的失误在于按照规定，没有球员使用权的一方（国际米兰）只需在信封中标明他们希望买下维维亚诺50%所有权的价格，而拥有球员使用权的一方（博洛尼亚）需要注明维维亚诺的完整身价；国际米兰对维维亚诺一半所有权的报价是420万欧元，博洛尼亚的报价则是高于国际米兰的471万欧元，但博洛尼亚经理佩德雷利在出价单上只填写471万欧元，而并非按规定填写的942万欧元，因此意大利职业联盟认为博洛尼亚对维维亚诺完整身价的报价仅为471万欧元，低于国际米兰的报价，最终判决维维亚诺的所有权归属国际米兰。国际米兰以现金加的形式完成这次转会。7月23日，维维亚诺在国际米兰的季前训练中左膝前十字韧带完全撕裂，缺席2011/12赛季上半赛季的比赛。2011年8月31日，国际米兰用维维亚诺的一半所有权和热那亚交换斯洛伐克中场尤拉伊·库茨卡的一半所有权。由于维维亚诺受伤，原计划要等待冬季转会维维亚诺伤愈时，两人再互换门庭。2012年1月，国际米兰从热那亚手中买回维维亚诺的一半所有权，之后又以500万欧元的价格卖予巴勒莫，而维维亚诺的使用权归属巴勒莫。1月22日，维维亚诺在巴勒莫主场5比3击败热那亚的联赛中首发登场，第一次为巴勒莫出赛。
2012年7月，巴勒莫以300万欧元从国际米兰买入维维亚诺的另一半所有权，并立即将他以50万欧元的价格租借到佛罗伦萨，佛罗伦萨可以在租借期结束后以750万欧元将其买入。维维亚诺在佛罗伦萨表现出色，出场32次，帮助球队获得联赛第四名。但佛罗伦萨最终并未启用买断条款。
2013年9月2日，英格兰足球超级联赛球队阿森纳宣布租借维维亚诺一个赛季。 但他并未能代表球队在正式比赛中出场。
2014年夏季，维维亚诺被租借到桑普多利亚一个赛季。

## 国家队生涯
维维亚诺曾入选意大利各级青年国家队，他先后以主力门将的身份代表意大利U20国家队、意大利U21和意大利国奥队先后参加2005年世青赛、2007年欧洲U-21足球锦标赛和2008年夏季奥运会。
2010年9月7日，维维亚诺在2012年欧洲足球锦标赛外围赛意大利主场5比0击败法罗群岛的比赛中首次代表成年国家队出场。2011年维维亚诺受伤前，他一度是意大利国家队的二号门将，担任的后备。